# Jacob Johannes Greyling Wentzel
Pour les articles homonymes, voir Greyling.
Jacob Johannes Greyling Wentzel (né en 1925 et mort le 8 juin 2013 à Pretoria en Afrique du Sud) est un homme politique sud-africain, membre du parti national, membre du parlement pour la circonscription de Bethal (1966-1987), membre de la chambre de l'assemblée du parlement pour le Transvaal (1987-1989), ministre-adjoint à la coopération et au développement (1979), ministre adjoint au développement (1979-1982), ministre-adjoint aux affaires foncières (1980-1982) et ministre de l'agriculture (1984-1989) dans le gouvernement de P.W. Botha.

## Biographie
J.J.G. Wentzel est né à Makwassie dans le Transvaal-occidental. 
Diplômé en agriculture, fermier, membre du parlement, il entre au gouvernement sud-africain en 1979 où il exerces des fonctions de vice-ministre (ministre-adjoint) sur des périmètres fonciers ou ruraux. Wentzel devient ministre de l'Agriculture en 1982 dans le cabinet du président Pieter Botha. Lors des élections générales sud-africaines de 1987, il est battu dans sa circonscription électorale par Chris de Jager, candidat du parti conservateur. Il est néanmoins élus au suffrage indirect, par ses pairs, pour être membre de la Chambre de l'assemblée sur l'un des sièges attribué au scrutin proportionnel à la province du  Transvaal. 
Il quitte ensuite la vie politique en 1989, se consacrant à sa ferme dans l'est du Transvaal. 
Victime d'un accident à la hanche et d'un accident vasculaire cérébral en décembre 2012, il est mort en juin 2013 à Pretoria à l'âge de 87 ans. Il est enterré dans le village de Trichardt dans le Mpumalanga.

## Vie privée
Sa première épouse, Rita est décédée en 1990. Il s'est ensuite remarié deux fois. Il a 4 filles. 